# Kevin Brennan (homme politique)
Pour les articles homonymes, voir Kevin Brennan.
Kevin Denis Brennan (né le 16 octobre 1959) est un homme politique du parti travailliste britannique qui est député de Cardiff West de 2001 à 2024, et ministre d'État au ministère des Affaires, de l'Innovation et des Compétences et de l’enfance, de l’école et de la famille avant l’élection générale de 2010. Ses responsabilités comprenaient la formation continue, les compétences, les apprentissages et la consommation.
Il est ministre fantôme des entreprises, de l'innovation et des compétences jusqu'à sa démission le 28 juin 2016 . Il entre à la chambre des Lords en janvier 2025.

## Jeunesse
Brennan est né à Cwmbran, dans le sud du Pays de Galles, fils d'un métallurgiste et d'une assistante scolaire. Il fait ses études au lycée RC St Alban à Pontypool et au Pembroke College, à Oxford. Diplômé en philosophie, politique et économie en 1982, il est élu président de l'Oxford Union Society la même année avec le soutien de William Hague, qui préfère la candidature de Brennan à celle de la gauche de la faction conservatrice de l'Union. Après Oxford, il retourne au Pays de Galles pour étudier au University College of Wales, Cardiff, où il obtient son diplôme d'enseignant avec un certificat d'études supérieures en éducation en histoire en 1985. Il termine ses études avec une maîtrise en gestion de l'éducation à l' Université de Glamorgan (aujourd'hui l' Université du Pays de Galles du Sud ) en 1992.
En 1982, Brennan rejoint le Cwmbran Community Press en tant que journaliste. Il rejoint le Syndicat national des enseignants en 1984 avant de devenir enseignant à Radyr Comprehensive School en 1985. Il quitte l'école en 1994 en tant que chef du département d'économie. Entre 1991 et 2001, Brennan est membre du Conseil de Cardiff, représentant le quartier de Canton, Cardiff. Pendant ce temps, il est président du comité des finances, président du comité d'examen économique et vice-président du développement économique.

## Carrière parlementaire
À la suite de la décision de Rhodri Morgan de quitter son poste de député de Cardiff West afin de se concentrer sur son rôle de Premier ministre du pays de Galles, Brennan est choisi comme candidat travailliste pour la circonscription et devient député de Cardiff West lors des Élections générales britanniques de 2001. En 2002, il se rend à la Chambre des communes sans cravate, car il privilégie un code vestimentaire moins formel . Il se fait réprimander par le speaker, et doit aller à son bureau, récupérer une cravate.
Après les élections générales de 2005, il est promu au gouvernement de Tony Blair comme whip adjoint du gouvernement. En juin 2007, le successeur de Blair, Gordon Brown, nomme Brennan sous-secrétaire d'État parlementaire pour les enfants, les jeunes et la famille dans le nouveau département pour les enfants, les écoles et les familles, en remplacement de Parmjit Dhanda. Brennan est remplacé dans ce poste par Delyth Morgan à la suite du remaniement gouvernemental d'octobre 2008. Il est transféré au Cabinet Office avant d'être promu en 2009, devenant ministre d'État chargé de la formation continue, des compétences, de l'apprentissage et de la consommation, avec des responsabilités à la fois au ministère de l'Éducation et au ministère des entreprises, de l'innovation et des compétences. Après l'élection générale de 2010, il continue dans ce secteur en tant que ministre fantôme avant la décision d' Ed Miliband de nommer Brennan au poste de ministre fantôme des écoles.
Brennan est nommé ministre fantôme du commerce, de l'investissement et de la propriété intellectuelle par Jeremy Corbyn en septembre 2015, avec la responsabilité, entre autres, des secteurs d'activité à faible émission de carbone, de la fabrication, de la construction, du commerce et de la propriété intellectuelle . Il démissionne de ce poste le 28 juin 2016, à la suite d'une motion de censure à l'encontre de Corbyn qui est adoptée à une écrasante majorité par les députés travaillistes . Il soutient Owen Smith dans la tentative ratée de remplacer Jeremy Corbyn lors de l'Élection à la direction du Parti travailliste britannique de 2016 .
Le 12 décembre 2019, Brennan est réélu député de Cardiff West .
Brennan soutient Lisa Nandy lors de l'élection à la direction du Parti travailliste de 2020 .
Il est fait pair à vie et entre la chambre des Lords le 24 janvier 2025.

## Vie privée
Brennan est marié à Amy Lynn Wack depuis 1988; le couple a une fille. Brennan soutient le Cardiff City Football Club et l'équipe de rugby des Cardiff Blues. Il est également membre d'un groupe de rock parlementaire MP4 avec ses collègues politiques Ian Cawsey, Pete Wishart et Greg Knight . Ils ont contribué à collecter plus d'un million de livres sterling pour des œuvres caritatives et à sortir un album et un EP. Ils sont actuellement le groupe house de l'émission télévisée Unspun with Matt Forde  .